# 長野県道226号市ノ沢山吹停車場線
長野県道226号市ノ沢山吹停車場線（ながのけんどう226ごう いちのさわやまぶきていしゃじょうせん）は、長野県下伊那郡豊丘村大字河野字市ノ沢と高森町大字山吹の飯田線山吹駅を結ぶ一般県道。

## 概要

### 路線データ
- 起点：下伊那郡豊丘村大字河野字市ノ沢（長野県道18号伊那生田飯田線交点）
- 終点：下伊那郡高森町大字山吹（飯田線山吹駅）

## 交差する道路
- 長野県道18号伊那生田飯田線（起点）
- 国道153号（高森町・山吹交差点）
- 長野県道428号山吹停車場線（終点）